# Regeringsformatie België 1961
Na de verkiezingen voor het Belgisch Parlement op 26 maart 1961 ging de formatie van een nieuwe Belgische regering van start. De formatie duurde 30 dagen en leidde tot de vorming van de regering-Lefèvre.

## Verloop van de formatie

### Aanloop naar de formatie
Op 26 maart 1961 vonden vervroegde verkiezingen plaats, nadat de regering-G. Eyskens III, bestaande uit de christendemocratische CVP-PSC en de Liberale Partij, was gevallen wegens onenigheid tussen de regeringspartijen over de uitvoering van de Eenheidswet, een plan gericht op de verbetering van de economische situatie dat vooral in Wallonië tot zware stakingen had geleid. Bij die verkiezingen bleef CVP-PSC de grootste partij, al verloor ze wel vijf procent in vergelijking met de vorige verkiezingen in 1958. De Liberale Partij ging er in stemmen licht op vooruit, maar verloor zowel in Kamer als Senaat een zetel. De socialistische BSP-PSB, die zich sterk had verzet tegen de Eenheidswet, ging wat achteruit, maar behield in de Kamer haar zetelaantal van 1958 en won in de Senaat twee zetels. De Vlaams-nationalistische Volksunie ging er sterk op vooruit en steeg van een naar vijf zetels in de Kamer en ook de communistische KPB-PCB boekte stemmenwinst, voornamelijk in Wallonië.
De volgende dag ging premier Gaston Eyskens (CVP) het ontslag van zijn regering aanbieden aan koning Boudewijn. Deze aanvaardde het ontslag en belastte de regering met de afhandeling van de lopende zaken. Dezelfde dag vatte Boudewijn de raadplegingen met het oog op de regeringsvorming aan en ontving hij de voorzitters van Kamer en Senaat, respectievelijk Paul Kronacker en Paul Struye. Op 28 maart kwamen partijvoorzitters Théo Lefèvre (CVP-PSC), Léo Collard (BSP-PSB) en Roger Motz (LP) op audiëntie en de dag nadien was het de beurt aan Hubert Ansiaux, gouverneur van de Nationale Bank, minister van Staat Albert-Edouard Janssen (CVP), minister Omer Vanaudenhove (LP) en gewezen premier Paul-Henri Spaak (PSB).

### Informateur Pierre Harmel (30 maart - 6 april 1961)

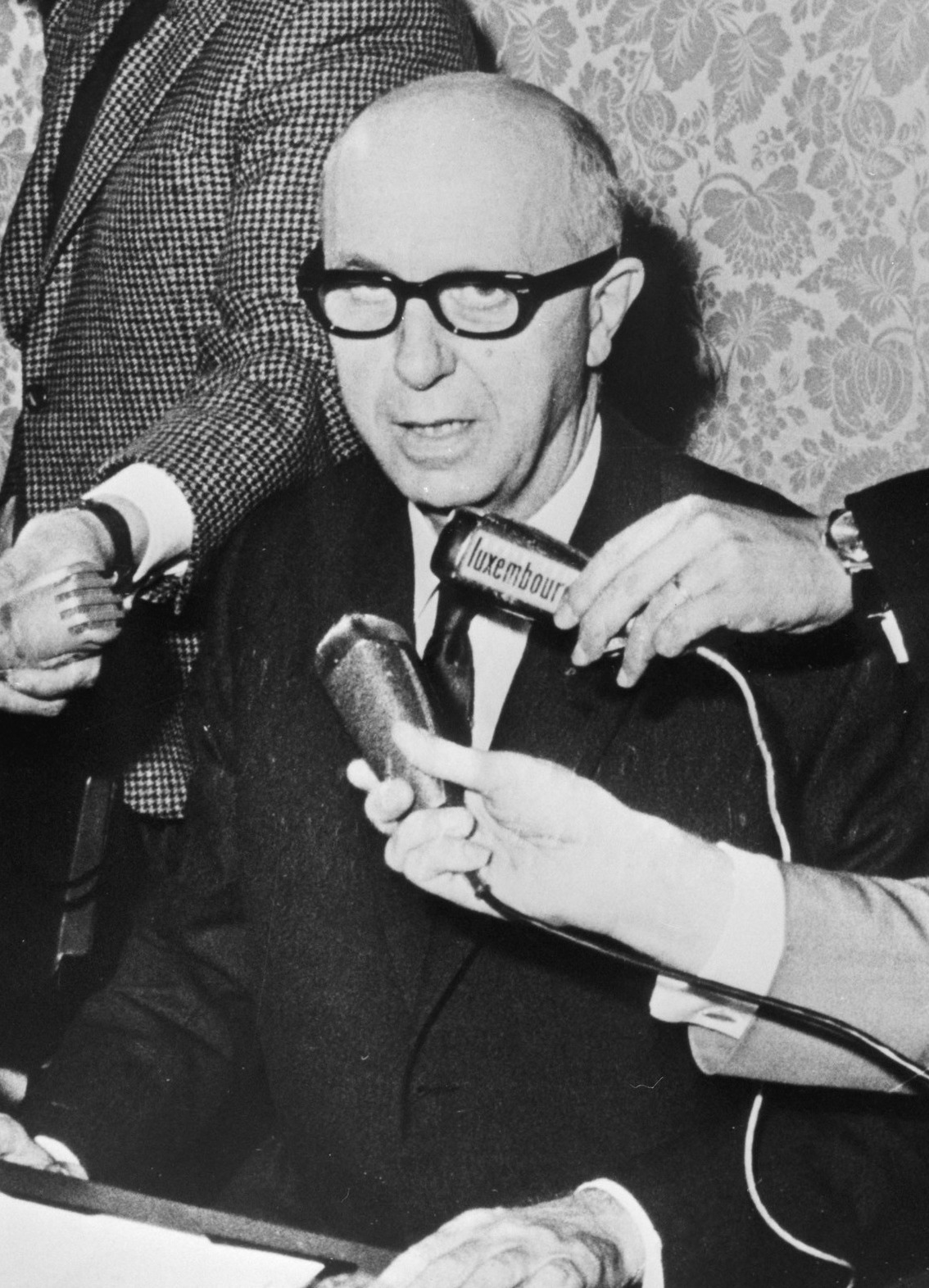
Pierre Harmel.

Na afloop van zijn consultatieronde belastte koning Boudewijn Pierre Harmel (PSC), uittredend minister van Openbaar Ambt, met de opdracht van informateur. Harmel effende via een consultatieronde met vertegenwoordigers uit de politieke, financiële, economische en sociale wereld het pad voor de vorming van een nieuwe regering, terwijl deskundigen van zijn partij gelijktijdig onderhandelingen voerden met deskundigen van de socialisten en liberalen, om na te gaan in hoeverre die partijen konden instemmen met het programma van de CVP-PSC. Op basis daarvan zouden de christendemocraten beslissen met welke van de twee andere traditionele partijen ze een regering wensten te vormen. 
Op 4 april raakten de conclusies van de onderhandelingen tussen de deskundigen van de traditionele partijen bekend. Een drieledige regering van christendemocraten, liberalen en socialisten kwam niet in aanmerking, de liberalen toonden zich zeer meegaand met het kiesprogramma van de CVP en de kiesprogramma's van de socialisten en christendemocraten vertoonden op veel punten heel wat gelijkenissen, maar bevatten ook een aantal punten waarover de twee partijen ernstig van mening verschilden. Hierdoor besloten de christendemocraten om voorlopig een afwachtende houding te blijven aannemen. Op 6 april diende Harmel zijn eindverslag in als informateur, waarna hij van zijn opdracht werd ontheven.

### Formateur Théo Lefèvre (6 april - 25 april 1961)

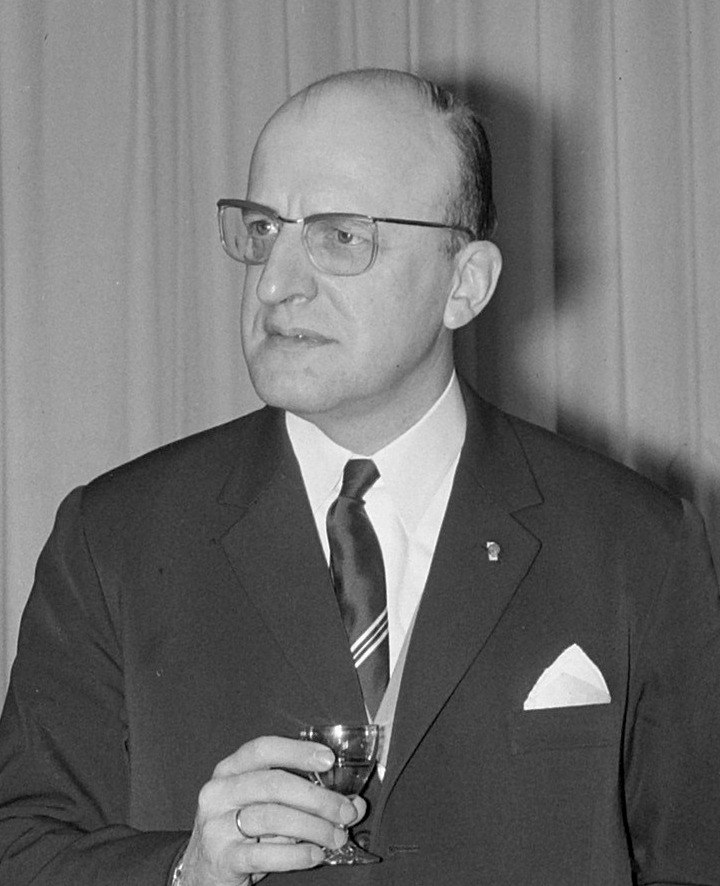
Théo Lefèvre.

Dezelfde dag nog werd Théo Lefèvre, de voorzitter van CVP-PSC, door de koning aangesteld tot formateur. Lefèvre wilde nagaan in hoeverre een ruim regeerakkoord kon worden opgesteld dat een oplossing moest vinden voor de communautaire problemen, het economisch leven moest reorganiseren en de belastingdruk, die door de invoering van de Eenheidswet was gestegen, rechtvaardiger moest verdelen middels een diepgaande fiscale hervorming. Hiertoe besloot hij eerst en vooral onderhandelingen te voeren met de socialistische BSP-PSB, aangezien Lefèvre vond dat alleen met die partij een ruim regeringsprogramma kon worden opgesteld dat steunde op een brede basis in het parlement, terwijl de christendemocraten en liberalen daarvoor over een te nipte meerderheid in het parlement beschikten.
Op 10 april begonnen CVP-PSC en BSP-PSB te onderhandelen over de opstelling van een regeerakkoord. Iedere partij werd vertegenwoordigd door vier onderhandelaars: voor CVP-PSC waren dat uittredend minister Paul-Willem Segers, senator Robert Houben, voormalig minister Raymond Scheyven en Kamerlid Paul Herbiet en BSP-PSB stuurde voorzitter Léo Collard, ondervoorzitter Jos Van Eynde, Kamerlid Franz Tielemans en voormalig minister Edmond Leburton. De onderhandelingen zouden in drie etappes verlopen: eerst zou er een algemeen programma worden opgesteld, dan werden de meest delicate kwesties (het behoud van de orde bij stakingen en de bestraffing van stakingsdelicten) behandeld en ten slotte kwam de structuur van de regering aan bod.
Op 12 april werd een overeenkomst bereikt over het financiële politiek, het economisch en het sociaal beleid van de volgende regering. Op communautair vlak werd beslist om de taalgrens vast te leggen en Brussel een tweetalig statuut te geven, maar de verdere afhandeling van de taalkwestie, zoals het statuut van de gemeenten in de Brusselse Rand en de afschaffing van de talentellingen, werd verschoven naar de toekomstige regering, die daarover in 1962 een akkoord sloot. Op 13 april bespraken de onderhandelaars de bestraffing van stakingsdelicten en het behoud van de orde bij stakingen, waarover nog geen overeenkomst werd bereikt. De socialisten wilden namelijk eerst hun partijbureau raadplegen alvorens een beslissing te nemen over de voorstellen die de formateur over deze kwesties had gedaan. Op 15 april oordeelde het socialistisch partijbestuur dat ze van de formateur verduidelijkingen wilden over de toepassing van de Eenheidswet, de fiscale hervorming en ordemaatregelen bij stakingen, waarna formateur Lefèvre en BSP-PSB-voorzitter Léo Collard overleg voerden over deze kwesties.
Op 17 april legde Collard na een nieuwe bijeenkomst van zijn partijbestuur extra eisen voor aan Lefèvre en kwam hij tevens terug op enkele eerder bereikte akkoorden. De formateur weigerde daarop in te gaan en eiste dat de BSP-PSB zou beslissen of ze op basis van het reeds bereikte ontwerpprogramma tot de regering wensten toe te treden, zo niet zou hij onderhandelen beginnen met de liberalen. Op 19 april gingen de socialisten akkoord om op basis van het ontwerpprogramma verder te onderhandelen. Vervolgens kwamen namens CVP-PSC formateur Lefèvre, uittredende ministers Paul-Willem Segers en Pierre Harmel en namens BSP-PSB voorzitter Collard, ondervoorzitter Jos Van Eynde en voormalig premier Paul-Henri Spaak bijeen om de laatste hand te leggen aan het regeerakkoord, waarbij nog overeenkomsten werden gesloten over de toepassing van de Eenheidswet, het stakingsrecht, het bestraffen van wanordelijkheden tijdens stakingen en de ambtenarenpensioenen. Op 21 april stemden de partijcongressen van CVP-PSC en BSP-PSB in met het regeerakkoord, waarna de formateur kon beginnen aan de besprekingen over de structuur van de regering en de verdeling van de portefeuilles. Op 25 april werd hierover een akkoord bereikt en dezelfde dag nog legden de 20 ministers van de regering-Lefèvre de eed af in handen van de koning. Op 27 april las Lefèvre in de Kamer de regeerverklaring voor, wat hij op 2 mei opnieuw deed in de Senaat. Op 5 mei gaf de Kamer haar vertrouwen aan de regering, op 10 mei gevolgd door de Senaat.
1919 · 1920 · 1921 · 1923 · 1924 · 1925 · 1926 · 1927 · 1929 · 1931 · mei 1932 · okt. 1932 · dec. 1932 · jun. 1934 · nov. 1934 · 1935 · 1936 · 1937 · 1938 ·  feb. 1939 · apr. 1939 · 1940 · 1944 · 1945 · feb-mrt 1946 · jul-aug 1946 · 1947 · 1948 · 1949 · jun 1950 · aug 1950 · 1952 · 1954 · jun. 1958 · nov. 1958 · 1961 · 1965 · 1966 · 1968 · 1971/72  · 1972/73 · 1974 · 1977 · 1978 · 1978/79 · apr.-mei 1980 · okt. 1980 · apr. 1981 · nov.-dec. 1981 · 1985 · oktober 1987 · 1987/88 · 1991/92 · 1995 · 1999 · 2003 · 2007 · 2008 · 2010/11 · 2014 · 2019/20 · 2024/25